# زخرفة مصرية قديمة
الزخرفة المصرية القديمة، والمقصود بها الفنون الزخرفية التي كانت شائعة في زمن الفراعنة.

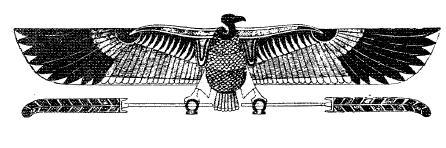
العقاب المصري الذي شاع استعماله في النقوش والزخارف الفرعونية القديمة

تعتبر مصر مهد الفنون، والسباقة في حمل لواءه، لا سيما فن الزخرفة، وأقوى دليل على ذلك الآثار التي تملأ متاحف العالم، مما يدل على جدارة فنانيها وعلو شأنهم منذ زمن الفراعنة وحتى الفتح الإسلامي وملوكه وخلفائه.
وقد أخذ الغرب عن الفنون المصرية الكثير، وقد ظلت في الريادة منذ عصر الفراعنة وحتى زمن السلطان سليم الأول، حيث حلّت نكبات بمصر وبالفن ودخلت في ركود حتى زمن محمد علي باشا الذي بلغت معه الفنون المصرية أوج عصرها وتقدمها.

## الزخرفة الفرعونية
بلغ فن الزخرفة المصرية الفرعونية أوجه في عهد الأسرتين الرابعة والخامسة وتقدّم شوطا بعيدا في الدقة والبراعة، أما في زمن الأسرة السادسة وما تلاها في زمن المملكة الوسطى فقد بدأ بالإضمحلال والركود، وصولا إلى زمن الاسرة الثامنة عشر حيث انبعث من جديد، ليعود إليه الفتور مرة ثانية حتى زمن العصر الصاوي، حيث أخرج الفنانون نماذج زخرفية جذابة ومتقنة إلى حد بعيد.

## مميزات الزخرفة المصرية القديمة
غالب الزخارف المصرية القديمة كانت تحاكي الموت وحياة ما بعد الموت، فقد زخرفوا المقابر وحواجزها، ورسموا على أوراق البردى بغية إرشاد الأموات في سفرهم إلى عالم ما بعد الموت. كما وزخرفوا القصور والمعابد.
وقد تميّزن زخارفهم بالرقة والبساطة وتناسق الألوان واتزانها وبراعة التكوين والتركيب.

## التعابير والوحدات الزخرفية المصرية القديمة
استعمل المصريون القدماء تعابير ووحدات زخرفية منها:
1. قرص الشمس ناشرا جناحيه ذات اليمين وذات اليسار تعبيرا عن رعايته وحمايته لأطراف الكون.
2. العقاب المصري، الذي يرمز إلى البحث.
3. زهرة البشنين، استعملوها بكثرة وهي ترمز إلى خصوبة الأرض.
4. زهرة اللوتس، وهي زهرة منتشرة على ضفاف النيل، وعرفت فيما بعد بزهرة مصر القديمة، واستعملوها كثيرا في زخرفة طقوسهم الدينية.
5. كما استخدم المصريون في زخرفتهم للمعابد وتيجان الأعمدة أزهار الأقحوان والسوسن والبردى، وأوراق العنب، وسعف النخيل.